# Goran Bregović
Goran Bregović, född 22 mars 1950 i Sarajevo, Bosnien och Herzegovina, SFR Jugoslavien, är kompositör och tidigare gitarrist/kompositör/ledare i bandet Bijelo dugme.

## De tidiga åren
Bregović föddes i Sarajevo, Bosnien och Hercegovina (i dåvarande Jugoslavien) och var son till en kroatisk far och serbisk mor. Hans far var officer i Jugoslaviens armé. Senare skildes hans föräldrar och han växte upp med sin mor i Sarajevo.
Han blev relegerad från musikskolan i andra klass (han spelade fiol) med motiveringen att han var obegåvad. Efter detta började han studera på en konstskola där han blev medlem i bandet Izohipse och spelade basgitarr. Men även denna gång blev han relegerad, denna gång för att ha kraschat skolbussen.
Vid 16 års ålder blev han ensam då modern lämnade honom och han var tvungen att klara sig själv. Det gjorde han genom att spela gitarr på en folkmusikbar i Konjic samt genom arbete på byggarbetsplatser och att sälja tidningar.
På ett "Beštije"-gig blev han upptäckt av Željko Bebek som inbjöd honom att spela basgitarr i sitt band "Kodeksi" och Bregović accepterade. Sommaren 1969 spelade de för turister på hotell "Splendid" i Dubrovnik. Efter det fick de en inbjudan att spela på en nattklubb i Neapel, något de accepterade. De förlorade dock det jobbet då de spelade mer progressiv musik än vad nattklubbsägaren hade tänkt sig. Ägaren ville att de skulle spela samma musik som i Dubrovnik. De stannade dock i Neapel och fortsatte att spela den musik de tyckte om. Under månaderna som följde bytte "Kodeksi" sättning och Bregović bytte från att vara basist till att bli gruppens huvudgitarrist och sommaren 1970 hade "Kodeksi följande sättning: Goran Bregović, Željko Bebek, Zoran Redžić och Milić Vukašinović. Alla medlemmarna i denna sättning blev också senare medlemmar i Bijelo dugme.
På hösten 1971 började Bregović att studera bland annat filosofi på universitet, men han slutade efter en kort tid. Vid samma tid lämnade Milić Vukašinović bandet för att flytta till London, så Bregović och Redžić började spela i bandet Jutro (översättning "morgon") som 1974 bytte namn till Bijelo dugme (som betyder "Den vita knappen") i samband med första skivsläppet, "Kad bi' bio Bijelo dugme" ("Om jag vore en vit knapp").

## Gruppen Bijelo dugme
Kultrockgruppen Bijelo dugme kom att bli en av de mest populära grupperna i det forna Jugoslavien från det sena 1970-talet till mitten av 1980-talet.

## Efter Bijelo dugme
Goran Bregović lämnade senare Bijelo dugme och började i filmmusikvärlden. Hans första projekt var musiken till Emir Kusturicas film Zigenarnas tid (1989). Både filmen och musiken blev stora succéer. Samarbetet mellan Bregović och Kusturica fortsatte och Bregović nästa stora projekt, musiken till Patrice Chéreaus film Drottning Margot, blev en framgång och filmen vann två priser på Filmfestivalen i Cannes 1994. Följande års Guldpalmen gick till filmen Underground till vilken Goran Bregović gjort filmmusiken.
Under inbördeskriget på 1990-talet lämnade han Bosnien och Hercegovina och flyttade till Belgrad, Serbien, där han numera bor med sin familj.
Bregovićs musik blandar sydslaviska teman med romska och är en populärmusikalisk fusion som blandar traditionell polyfon musik från Balkan med bland annat tango och mässingsblåsmusik. Trots sin popularitet i Östeuropa har Bregović vid flera tillfällen anklagats för att ha "stulit" autentisk romsk musik och balkanfolkmusik, skrivit om den och gett ut den som sina egna kompositioner. 2000 spelade Bregović in albumet "Kayah i Bregović" (Kayah och Bregović) med den polska popsångerskan Kayah som sålt över 650 000 exemplar i Polen (sex gånger Platina).
År 2005 deltog Bregović i tre stora farväl-konserter för Bijelo dugme i Sarajevo, Zagreb och Belgrad.

### Filmmusik i urval
- 1977 - Butterfly cloud (Leptirov oblak) - Regi: Zdravko Randić
- 1979 - Personal Affairs (Lične stvari) - Regi: Aleksandar Mandić
- 1988 - Zigenarnas tid (Dom za vešanje) - Regi: Emir Kusturica
- 1989 - Kuduz - Regi: Ademir Kenović
- 1990 - Silent Gunpowder (Gluvi barut) - Regi: Bahrudin Čengić
- 1991 - The Serbian Girl (Das Serbische Mädchen) - Regi: Peter Sehr
- 1991 - The Little One (Mala) - Regi: Predrag Antonijević
- 1991 - Charuga (Čaruga) - Regi: Rajko Grlić
- 1993 - Arizona Dream - Regi: Emir Kusturica
- 1993 - Toxic Affair - Regi: Philoméne Esposito
- 1993 - La Nuit sacrée - Regi: Nicolas Klotz
- 1993 - La Nombril du monde - Regi: Ariel Zeitoun
- 1994 - Queen Margot - Regi: Patrice Chéreau
- 1995 - Underground - Regi: Emir Kusturica
- 1997 - Hammarkullen aka Vi ses i Kaliningrad! (Sweden)
- 1997 - A Chief in Love (Shekvarebuli kulinaris ataserti retsepti) - Regi: Nana Dzjordzjadse
- 1997 - The Serpent's Kiss - Regi: Philippe Rousselot
- 1997 - XXL - Regi: Ariel Zeitoun
- 1998 - Train de Vie - Regi: Radu Mihaileanu
- 1999 - The Lost Son - Regi: Chris Menges
- 1999 - Tuvalu - Regi: Veit Helmer
- 2000 - 27 Missing Kisses - Regi: Nana Dschordschadse
- 2000 - Je li jasno prijatelju? - Regi: Dejan Ačimović
- 2002 - Music for Weddings and Funerals - Regi: Unni Straume
- 2006 - Borat: Cultural Learnings of America for Make Benefit Glorious Nation of Kazakhstan - Regi: Larry Charles

### Diskografi
- Arizona Dream
- Underground
- La reine Margot
- Zigenarnas tid
- Kaya i Bregovic
- P.S.
- Tales and Songs from Weddings and Funerals

### Fotnoter
1. ↑  SNAC, SNAC Ark-ID: w6xk914p, läs online, läst: 9 oktober 2017.[källa från Wikidata]
2. ↑  filmportal.de, Filmportal-ID: 0bc6ff65fbfd451e9c57aee2187a4fee, läst: 9 oktober 2017.[källa från Wikidata]
3. ↑  Gemeinsame Normdatei, läst: 11 december 2014.[källa från Wikidata]